# En flagrant délire
En Flagrant Délire (In His Own Write) est un recueil de textes et de dessins, publié par John Lennon en 1964. Il s'agit du premier projet solo réalisé par un membre des Beatles.

## Parution
L'ouvrage, publié par Jonathan Cape en Grande-Bretagne et Simon and Schuster en Amérique, contient un certain nombre de poèmes, de courtes histoires et de dessins de Lennon, et a été reconnu pour son humour et sa tendance à l'absurde. John Lennon publiera l'année suivante A Spaniard in the Works dans le même esprit.
Le titre original est un jeu de mots avec l'expression anglaise « In his own right » (dans son propre droit) devenant « In his own write » qui pourrait se traduire par « de sa propre main », ce qui va de soi pour un livre de poèmes et de dessins. Les homophones « right » (droit) et « write » (écrire) permettent la paronymie. Les traductrices de l'ouvrage et de son titre sont Rachel Mizrahi et Christiane Rochefort, bien qu'il s'agisse davantage d'une adaptation que d'une simple traduction (comme l'affirme la mention « Tentative de traduction »). Par exemple, le passage qui parle de la dentition « ... there are foor decisives, two canyons and ten grundies, which make thirsty two in all »  devient « ...quatre félines, quatre décisives et seize molières, ce qui fait trente-deux à l'ombre ». Paul McCartney a collaboré au texte On Safairy with Whide Hunter en octobre 1958 et y est identifié comme étant le coauteur  (« Written in conjugal with Paul »).
Le 20 novembre 1964, Lennon est invité à la toute nouvelle émission d'humour britannique Not Only... But Also (en), de Dudley Moore et Peter Cook, afin qu'il lise son texte Deaf Ted, Danoota, (and me) avec un autre invité Norman Rossington, le même qui jouait le rôle du manager Norm dans le film A Hard Day’s Night. Le 29 du même mois, Lennon récidive pour y présenter les textes About The Awful (lisant seul son texte autobiographique de la pochette du livre), Good Dog Nigel, The Wrestling Dog (avec Rossington)  et All Abord Speeching (avec Rossington et Moore). Unhappy Frank n'est lu que par Rossington et Moore. Ces prestations ont été diffusées lors de la première, le 9 janvier 1965. La séquence The Wrestling Dog est incluse dans l'épisode trois du documentaire The Beatles Anthology.

## Pièce de théâtre
La dramaturge américaine Adrienne Kennedy lance l'idée d'une pièce de théâtre basée sur les deux livres de John Lennon. Elle approche l'acteur Victor Spinetti qui connaît bien le musicien ayant joué dans les deux films des Beatles. Il est emballé par l'idée et devient le directeur du projet en plus de collaborer à l'écriture avec Kennedy. The Lennon Play: In His Own Write est une pièce en un acte et jouée par le National Theater Company au Old Vic Theatre sur Waterloo Road à Londres à partir du 18 Juin 1968 mais qui est restée à l'affiche pour une brève durée. Deux autres courtes pièces intitulées A Covent Garden Tragedy et An Unwarranted Intrusion, sans lien avec Lennon, complètent la soirée. Lors de la première, tous les Beatles et leurs conjointes sont présents sauf Paul McCartney qui est plutôt allé voir la première d'une pièce de théâtre de sa fiancée Jane Asher. John Lennon est accompagné de sa nouvelle muse Yoko Ono.
Le 12 février 2008, Adrienne Kennedy présente, au Public Theater à New York, sa pièce Mom, How Did You Meet the Beatles?, écrite en collaboration avec son fils Adam P. Kennedy. La mise en scène est une conversation entre la mère (jouée par Brenda Pressley) décrivant à son fils (William DeMeritt) ses rencontres avec le groupe et son séjour à Londres quarante ans plus tôt.